# Scitala aruensis
Scitala aruensis är en skalbaggsart som beskrevs av Moser 1920. Scitala aruensis ingår i släktet Scitala och familjen Melolonthidae. Inga underarter finns listade i Catalogue of Life.